# Fabián de la Rosa
Don Fabián de la Rosa y Cueto (n. 5 mai 1869, Paco⁠(d), Manila, Filipine – d. 14 decembrie 1937, Manila, Filipine) a fost un pictor filipinez. A fost unchiul și mentorul artistului național al Filipinelor, Fernando Amorsolo, și al fratelui său Pablo. Este considerat un „maestru al genului” în arta filipineză.

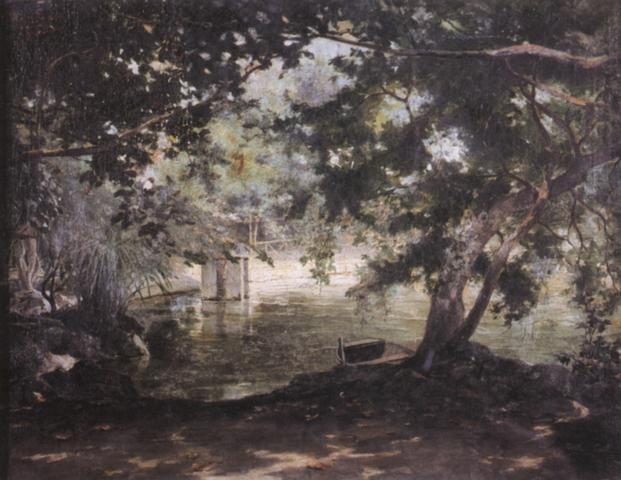
Un recuerdo de la Villa Borghese (A amintire a vilei Borghese), 1909.

## Viața timpurie și educația
Fabián de la Rosa s-a născut în Paco, Manila, fiu al soților Marcos de la Rosa și Gorgonia Cueto. Născut într-o familie de artiști, a fost expus artei de la o vârstă fragedă și a învățat să deseneze cu mult înainte de a putea scrie. A fost învățat să schițeze portrete și peisaje de mătușa sa, Marciana de la Rosa, când avea zece ani. De asemenea, și-a făcut ucenicia sub unchiul său, Simón Flores y de la Rosa, un cunoscut pictor de portrete și interioare de biserici din secolul al XIX-lea. De la Rosa și-a trăit cea mai mare parte a vieții în Filipine și a vizitat Europa pentru prima dată când avea 39 de ani. S-a căsătorit cu Gorgonia Tolentino pe 13 ianuarie 1900.

## Cariera

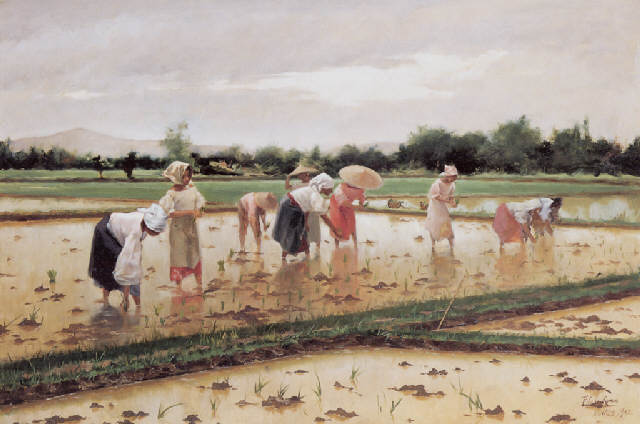
Femei lucrând într-un câmp de orez. Ulei pe pânză, 1902.

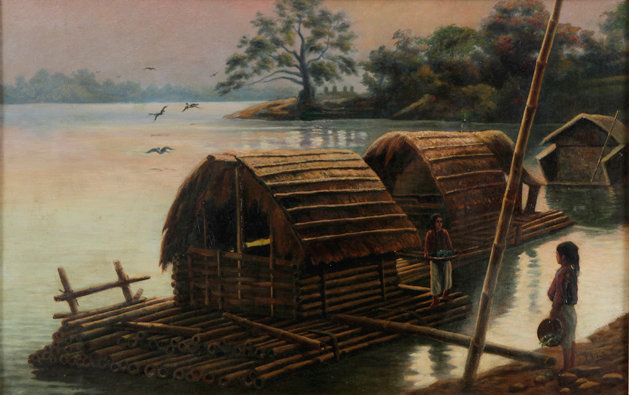
Barcazas en el río (Bărci-casă pe râu), Ulei pe pânză

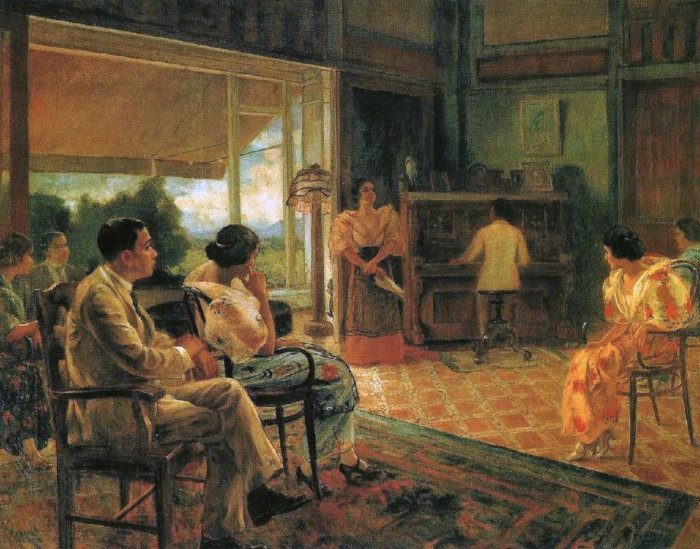
El Kundiman, ulei pe pânză, 1930

### Pregătirea academică
De la Rosa și-a început educația formală la vârsta de 12 ani, când s-a înscris la Escuela de Artes y Oficios în 1881. După trei ani de pregătire, tatăl lui de la Rosa a murit, forțându-l pe tânărul pictor să renunțe la școală pentru a-și hrăni familia. În această perioadă a pictat prima sa capodoperă cunoscută, La Perla de Lucban. În 1893, a intrat la Escuela Superior de Pintura Escultura y Grabado la vârsta de 24 de ani, unde i-au fost profesori Lorenzo Guerrero și Miguel Zaragoza. În 1898, de la Rosa a câștigat un concurs pentru o bursă la Academia Regală de Artă din San Fernando din Madrid. Cu toate acestea, izbucnirea Revoluției filipineze a însemnat că visul său nu se va concretiza.
Mai târziu, sub regimul american, Escuela avea să devină una dintre cele trei unități fondatoare ale Universității din Filipine (înființată în 1908) și redenumită UP School of Fine Arts. În 1908, a călătorit în Europa cu ajutorul unei burse oferită de Fabrica de Trabucuri Germinal. A urmat cursurile Academiei Julian din Paris, Franța.

### Ca profesor
După ce a călătorit din Europa, a devenit unul dintre primii instructori la Școala de Arte Frumoase a Universității din Filipine, unde le-a prezentat studenților săi forma decorată a picturii. De la Rosa a devenit directorul școlii din 1927 până în 1937.

### Expoziție
Împreună cu soția sa, de la Rosa s-a întors în Europa în 1928, unde a pictat la Paris timp de patru luni. De asemenea, a călătorit la München, Germania, Geneva, Elveția și Roma. După ce a ajuns la Madrid, Spania, a susținut o expoziție cu lucrările sale la Ateneo de Madrid.

### Recenzii
Se crede că de la Rosa a fost capabil să picteze aproximativ 1.000 de lucrări. Lucrările lui De la Rosa au fost împărțite de Aurelio S. Alvero în trei perioade de timp: cele care sunt academice, dar nu acordă importanță atmosferei și ambianței; cele care au o formă academică care acordă importanță mediului ce ar putea fi sesizat; și cele care se joacă cu folosirea culorilor.

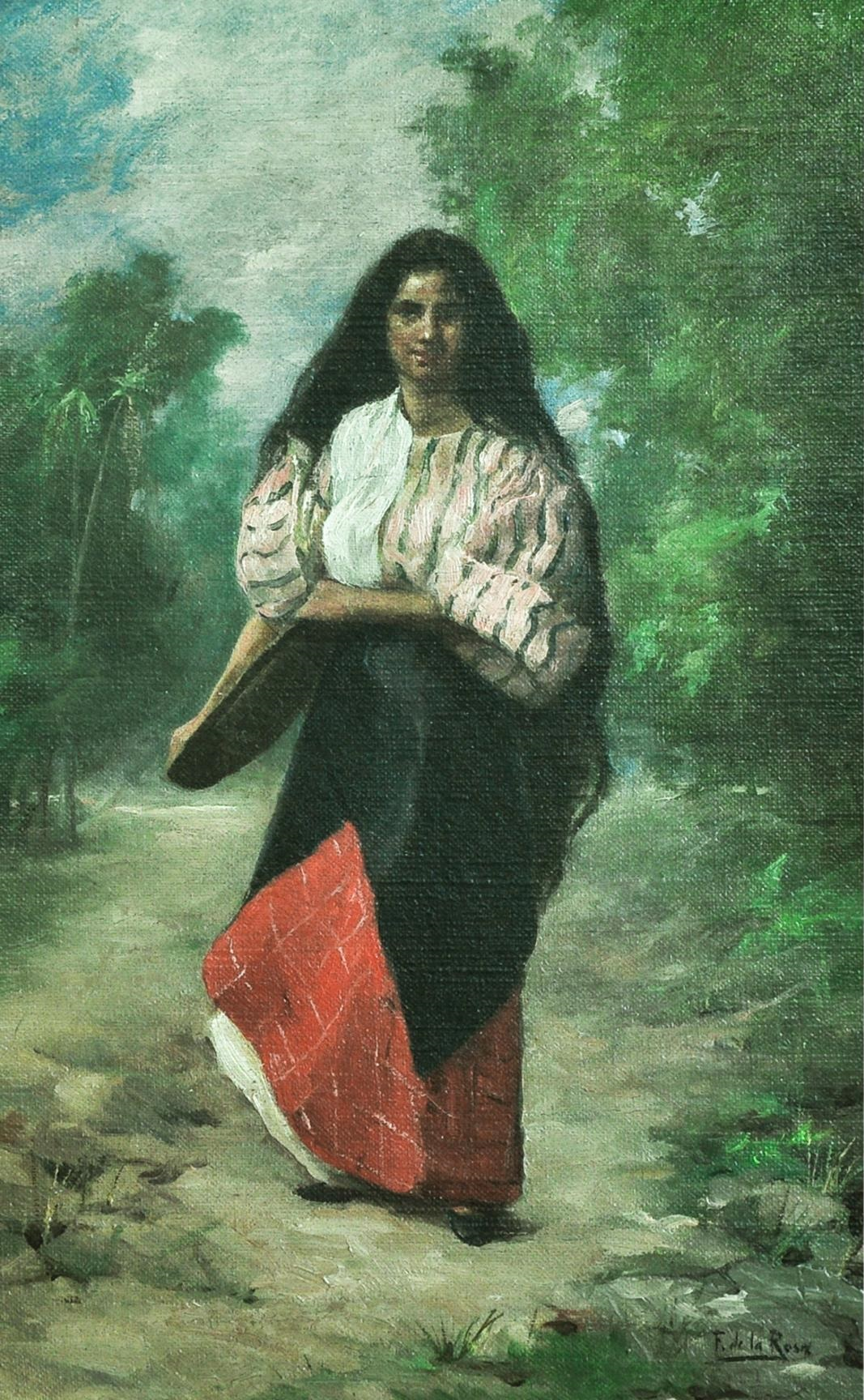
Filipineza